# فرودگاه توکوروئی
فرودگاه توکوروئی (به انگلیسی: Tucuruí Airport) (به زبان بومی: Aeroporto de Tucuruí) یک فرودگاه همگانی مسافربری با کد یاتا TUR است که یک باند فرود آسفالت دارد و طول باند آن ۲۰۰۰ متر است. این فرودگاه در کشور برزیل قرار دارد و در ارتفاع ۲۵۳ متری از سطح دریا واقع شده است.

## شرکت‌های هواپیمایی و مقصدهای پروازی
| شرکت‌های هواپیمایی     | مقصدهای پروازی             |
| --------------------- | -------------------------- |
| آزول برزیلین ایرلاینز | آراگوینا، ول د کائس، کرایس |